# El Morall Fabillis de Esopo el Frigio
El Morall Fabillis de Esopo el Frigio es una obra de literatura del renacimiento nórdico compuesta en medio escocés por el makar escocés del siglo XV, Robert Henryson. Es un ciclo de trece poemas narrativos conectados basados en fábulas de la tradición europea. El drama del ciclo explota un conjunto de complejos dilemas morales a través de la figura de animales que representan una gama completa de psicología humana. A medida que avanza el trabajo, las historias y las situaciones se vuelven cada vez más oscuras. 
La estructura general de los Morall Fabillis es simétrica, con siete historias modeladas en fábulas de Esopo (de los manuscritos elegiacos de Romulus, el texto de fábula estándar de la Europa medieval, escrito en latín), intercalados por otros seis en dos grupos de tres extraídos de la más profana tradición de la épica bestial. Todas las expansiones son ricas, irónicas y altamente desarrolladas. El poema central del ciclo toma la forma de una visión onírica en la que el narrador conoce a Esopo en persona. Esopo le cuenta a la fábula El león y el ratón dentro del sueño, y la estructura del poema está ideada para que esta fábula ocupe la posición central precisa de la obra. 
Cinco de los seis poemas en las dos secciones de 'bestia épica' del ciclo presentan la figura del embaucador Reynardiano del zorro. Henryson llama al zorro, - en escocés el tod - , como Lowrence. Las dos secciones de 'épica bestial' del poema (una en cada mitad) también exploran una relación en desarrollo entre Lowrence y la figura del lobo. El lobo presenta una variedad de formas diferentes, incluida la de un fraile, y aparece de manera similar en cinco de las seis historias. Luego, el lobo hace una sexta y última aparición hacia el final, saliendo de la sección de 'bestia épica' para entrometerse más brutalmente en el penúltimo poema de las secciones de 'Esopo'. 
La forma sutil y ambigua en la que Henryson adaptó y yuxtapuso el material de una diversidad de fuentes en la tradición y explotó las convenciones antropomórficas para combinar las características humanas con la observación de los animales, trabajando y empujando los límites de la práctica estándar en el arte medieval común de la fábula. volviendo a contar. Henryson explotó por completo los aspectos fluidos de la tradición para producir una narrativa moral inusualmente sofisticada, única en su tipo, que hace del arte un género convencional.
La evidencia interna podría sugerir que el trabajo fue compuesto en o alrededor de la década de 1480. 

## El poema en contexto.
Las historias de fábula eran un tropo común en la literatura medieval y renacentista. Se les dijo con la intención didáctica de extraer lecciones morales que podrían ser seculares o espirituales. Se crearon muchas versiones diferentes de las historias, pero los escritores con frecuencia siguieron convenciones entendidas. Una de esas convenciones fue la inclusión de la lección moral didáctica en una moralitas (moralitates en plural) insertada después de la fábula. Henryson sigue y desarrolla esta convención. 
Según los estándares actuales, la literatura de fábula más sobreviviente es gey dreich, en parte porque la escritura de fábula era un ejercicio común en el aula. Se les puede pedir a los estudiantes que aprendan tramas de fábulas para volver a contarlas en forma contratada o expandida - modo brevitur y modo latius respectivamente - luego dar conclusiones morales que podrían juzgarse o debatirse, ya sea por motivos seculares (ética, carácter, etc.) o siguiendo más principios escolares "espirituales" relacionados con la homilía y la alegoría. Desde este punto de vista, los Morall Fabillis pueden verse técnicamente como un trabajo de modo latius máximo. 
Los lectores que estaban familiarizados con el género pueden haber encontrado inesperado el tono, el alcance y la complejidad de la elaboración de fábulas atractivas, variadas e interrelacionadas de Henryson, pero el método no carecía de precedentes. Un "truco" similar con el género se encuentra en el cuento del sacerdote de la monja de Chaucer, que Henryson vuelve a contar como Fabill 3 en su secuencia y es una de las fuentes más directamente identificables del poema. Sin embargo, la mezcla y el desenfoque sostenido de Henryson de los hilos seculares y espirituales del género va mucho más allá del ejemplo en gran parte secular de Chaucer. 

## Números y estructura
La fuerte probabilidad de que Henryson emplee la numerología cristiana en la composición de sus obras se ha discutido cada vez más en los últimos años. El uso del número para el control compositivo era común en la poética medieval y podría tener la intención de tener un simbolismo religioso, y las características en el texto aceptado de Morall Fabilliis indican que esto se aplicó de manera elaborada en ese poema. 
La siguiente tabla describe el recuento de estrofas para cada uno de los trece Fabillis en orden. Los trece fabillis tienen una cola (cuento) y una moralitas . Cuatro de los fabillis también tienen un prólogo. El número de estrofas en cada una de estas secciones estructurales, según se apliquen, se muestra en la tabla. 
Además, seis de los fabillis en el ciclo son cuentos basados en fuentes épicas de bestias Reynardianas. Estos se denotan por el color más claro. Se puede observar que la distribución de estos (en dos grupos de tres incrustados dentro de los siete fabillis de Esopo) es simétrica, y que la distribución de los prólogos, un material aparentemente introductorio incrustado en el centro del poema, puede comenzar a producirse mejor sentido cuando estas estructuras más grandes se tienen en cuenta. 

### Conteo de estrofas enMorall Fabillis deHenryson
|           |  | Prólogo | Taill     | Moralitas |  | Totales |
| --------- |  | ------- | --------- | --------- |  | ------- |
| Fabill 1  |  | 9       | 9         | 5         |  | 23      |
| Fabill 2  |  | -       | 29        | 4 4       |  | 33      |
| Fabill 3  |  | 2       | 25        | 4 4       |  | 31      |
| Fabill 4  |  | -       | 23        | 3         |  | 26      |
| Fabill 5  |  | -       | 43        | 7 7       |  | 50      |
| Fabill 6  |  | -       | dieciséis | 9 9       |  | 25      |
| Fabill 7  |  | 12      | 24        | 7 7       |  | 43      |
| Fabill 8  |  | 13      | 25        | 9 9       |  | 47      |
| Fabill 9  |  | -       | 36        | 4 4       |  | 40      |
| Fabill 10 |  | -       | 28        | 4 4       |  | 32      |
| Fabill 11 |  | -       | 19        | 4 4       |  | 23      |
| Fabill 12 |  | -       | 13        | 10        |  | 23      |
| Fabill 13 |  | -       | 19        | 9 9       |  | 28      |

Muchos comentaristas observan la posición central de la cola en Fabill 7 . Sin embargo, la precisión de esta colocación en términos de recuento de estrofas en general es particularmente notable. El Morall Fabillis consta de 424 estrofas en general, y la distribución de estrofas a cada lado de la cola central para el fabill siete (el único en la narración del ciclo que será contado directamente por el propio Esopo) es simétrica, por lo tanto: 
- Primera mitad del ciclo: 200 estrofas
- Cola central: 24 estrofas
- Segunda mitad del ciclo: 200 estrofas

En la arquitectura del poema, el centro estructural preciso del texto aceptado es la cola central: 200 + 24 + 200

### Las siete estrofas de balada
Además, 4 estrofas cerca del comienzo de la primera mitad (# 53- # 56) y 3 estrofas hacia el final de la segunda mitad (# 417- # 419) se componen en forma de balada de ocho líneas, en lugar de las siete líneas rhyme royal en la que se escribe el resto del ciclo (sin más excepciones). Esto significa, en efecto, que el poema tiene siete líneas "adicionales" (o el equivalente de una estrofa real de rima "más") distribuidas en sus dos mitades: 4 líneas en la primera, 3 líneas en la segunda. Por lo tanto, el recuento de líneas para las tres divisiones principales de la estructura aparece como: 
- Primer tiempo: 1404
- Cola central: 168
- Segunda mitad: 1403

Haciendo un total de 2795 líneas.

### Cuestión de simetría
Varios eruditos literarios han notado la aparente simetría en la arquitectura, y la citan como evidencia de un principio organizador que Henryson empleó para "bloquear" la estructura del poema, estéticamente bello en sí mismo y que contiene pistas importantes para interpretar su significado o propósito más amplio. Otros han preferido defender las lecturas individuales de varios fabillis vistos como entidades autosuficientes que, según ellos, cuestionan la coherencia o integridad de ese esquema. Finalmente, John MacQueen cita la fragmentación en testigos textuales sobrevivientes del poema antes de 1570 como motivos de precaución al afirmar con certeza que la estructura general representa la intención de Henryson. Sin embargo, el esquema anterior describe la estructura tal como se recibió de los grabados y manuscritos del siglo XVI que dan lo que el erudito literario Matthew McDiarmid llama el "texto aceptado".

## Lugar de Esopo en la secuencia de fábulas

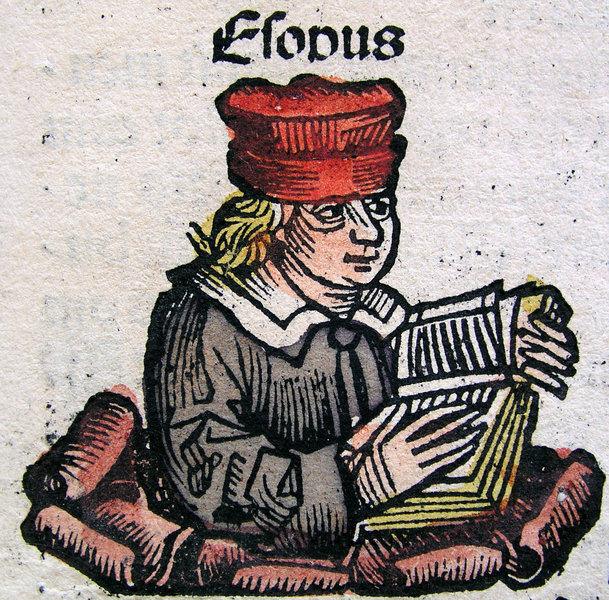
Esopo, como lo representa Hartmann Schedel en 1493.

La figura de Esopo es citada constantemente en todo el poema como "mi autor" (mi autoridad) por el narrador en aquellas historias que se basan directamente en fuentes de Esopo. Esto generalmente ocurre en las líneas de apertura. Sin embargo, una característica particularmente distintiva del poema es una aparición en persona del propio Esopo. Esto ocurre en el corazón del ciclo dentro del prólogo de Fabill 7 . Esto presenta al maestro fabulista reuniéndose y conversando con el narrador (Henryson) en una visión de sueño. Esopo también se retrata aquí como (a pedido del narrador) contando directamente al séptimo fabill ( El Taill del Lyoun y el Mous) dentro de esta visión de sueño. 

 En contraste con los retratos más tradicionales de Esopo como jorobado, esta versión de visión onírica lo presenta como un hombre sano. Primero se le conoce emergiendo "robustamente" de un schaw e inmediatamente se lo describe como uno de los hombres "más justos" que el narrador "ha visto". Un retrato de dos estrofas da una descripción detallada de su apariencia: 
 His gowne wes of ane claith als quhyte as milk,His chymmeris wes of chambelate purpour broun,His hude of scarlet, bordowrit weill with silk,On heikillit wyis until his girdill doun,His bonat round and of the auld fassoun, His beird wes quhyte, his ene wes grit and gray,With lokker hair quhilk over his schulderis lay.

 Ane roll of paper in his hand he bair,
Ane swannis pen stikand under his eir,
Ane inkhorne with ane prettie gilt pennair,
Ane bag of silk, all at his belt can beir:
Thus wes he gudelie graithit in his geir,
Of stature large and with ane feirfull face.
Even quhair I lay he come ane sturdie pace,

 And said, 'God speid, my sone...
 (Robert Henryson, Morall Fabillis, líneas 1347–1363) 
Otras variaciones Henrysonianas del retrato tradicional incluyen la identificación de Esopo como romano en lugar de griego, y como cristianizado en lugar de pagano. Parece improbable que estas "innovaciones" no se hayan decidido conscientemente, aunque los críticos no están de acuerdo sobre cómo deben interpretarse mejor. 
No hay evidencia de que el retrato representara al propio Henryson, aunque la sugerencia a veces se ha hecho. Henryson y Esopo permanecen bastante distintos en el diálogo del prólogo. Además, Fabill 8 repite el dispositivo prólogo de Fabill 7, solo que esta vez para mostrarle al narrador mismo (Henryson) diciéndole a la fábula, una que tiene algunos paralelos menos ideales y más "realistas", despierta y en tiempo real. 

## Cuestión de propósito
La contribución de Henryson a la tradición de las fábulas es un ejemplo tan singularmente desarrollado, sutilmente elaborado y ambiguo de un género común que presenta preguntas sobre el propósito final del poeta en la composición. 

## Los trece fabillis
Las partes en esta sección dan descripciones breves de cada poema en los Fabillis de Morall . También puede hacer clic en los enlaces de encabezado para leer páginas principales separadas con artículos más completos para cada factura individual. 

### Prolog y Fabill 1
El poema que abre los Morall Fabillis es The Taill of the Cok and the Jasp . Tiene tres partes: un prólogo, el cuento mismo y una moraleja. 

#### Prólogo
El Prologo introduce el ciclo completo en principio, no solo el primer fabill. Comienza con una defensa del arte de contar historias, argumenta que el humor es una parte necesaria de la vida y le dice al lector que la intención es hacer una traducción de Esopo del latín.
La traducción de fábulas era un ejercicio de clase estándar en la Europa medieval y la fuente principal para esto era el verso latino Romulus . El argumento inicial de Henryson es, de hecho, una "traducción" expandida y reorganizada del argumento en el prólogo inicial del texto de Romulus, pero incluso desde el principio el poeta supera con creces su "comisión" común. Expande el material de clase poco notable con un grado inusual de refinamiento, invención y conocimiento, establece una relación madura y personalizada con el lector, resalta el incómodo contexto humano de Esopo y sugiere ambigüedades. El prólogo inmediatamente presagia métodos que el resto del ciclo seguirá desarrollando. 

#### Taill y moralitas
El primer fabill en el texto de Romulus, De Gallo et Jaspide ( El gallo y la joya), representa a un gallo que rechaza una piedra preciosa valiosa en lugar de un grano más precioso. El Morall Fabillis se abre con el mismo ejemplo. Aunque el fabill no tiene una historia sustancial como tal, la versión de Henryson mantiene en silencio las promesas narrativas hechas en el prólogo al reimaginar el material como una viñeta fuertemente realizada, dándole un escenario específico e insinuando un gallo completamente caracterizado. Su ingenio presagia sutilmente las historias más completas aún por venir (tácticas diferidas), pero la adaptación sigue siendo ampliamente conservadora y la moralitas (moral; moralitates plural) desciende sin reservas contra el gallo con el argumento de que la joya representa la sabiduría en lugar de la riqueza. En el Rómulo este juicio ocurre solo en dos líneas; Henryson, haciendo el mismo caso, lo declara con una fuerza casi inesperada, tomando cinco estrofas. 
A pesar de proporcionar el cierre "medieval" estándar en el "enigma" de Esopo, la mayoría de los críticos modernos notan la forma en que Henryson, sin embargo, parece lograr un efecto de disonancia entre el fabill y la moralitas. Un conocido más largo puede modificar esta visión, pero queda la impresión de un poema inicial que quiere establecer modos de narración en capas, introducir complejidad y crear juegos con las expectativas de los lectores.

### Fabill 2
Fabill 2 (The Twa Mice) es un recuento de el ratón de campo y el ratón de ciudad de Esopo. Su propósito es recomendar y alabar la vida simple. Henryson amplía las versiones comunes de la historia para crear una narración sucinta y completa, rica en incidentes y caracterizaciones, que trasciende de manera justa sus fuentes conocidas sin dejar de ser fiel a los elementos originales de la historia. Es posiblemente uno de los poemas más conocidos y más antologizados. 
En contexto, Fabill 2 establece un estándar para la improvisación narrativa libre, junto con un control cercano y sutileza de inferencia, que se mantendrá durante el resto del ciclo más grande. En este punto, la adaptación es conservadora, pero otros cuentos (p. Ej. Fabill 6) hará un uso mucho menos directo de Esopo. 

### Fabill 3
Fabill 3 ( El gallo y el zorro ) es la primera historia de Reynardiana en Morab Fabillis y, por lo tanto, introduce al tod en el ciclo. En varias encarnaciones es la figura principal en el ciclo después del lobo. Tod es una palabra escocesa para zorro y el poema usa indistintamente ambos términos. El tod de Henryson se llama Schir Lowrence.
La historia en el fabill es una adaptación importante del cuento del sacerdote de la monja de Chaucer. La presunción exitosa del poema de Chaucer fue crear un drama cómico a partir de un simple acto de depredación animal. La versión de Henryson condensa la acción principal, refina la psicología e introduce muchas variaciones, como por ejemplo su característica de tres gallinas, Pertok, Sprutok y Toppok, cada una con caracteres claramente contrastados. 
Fabill 3 es el primero de una secuencia de tres taillis (3, 4 y 5) que forman una narración continua dentro del todo más amplio, la única sección del ciclo que hace esto. 

### Fabill 4

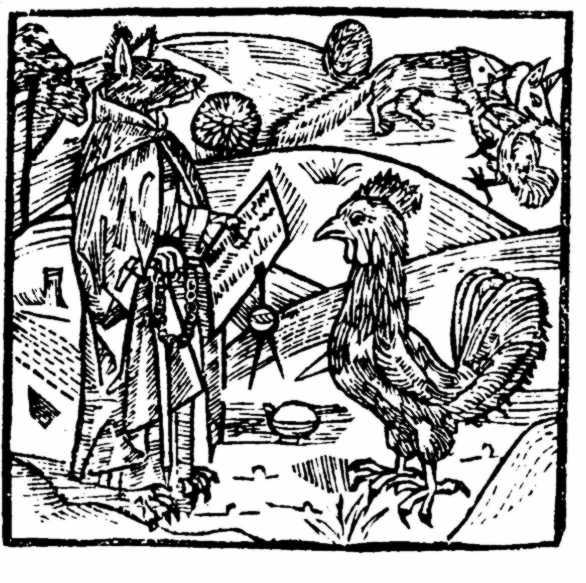
Una representación alemana del gallo y el zorro, c. 1498

Fabill 4, The Confession of the Tod, " The Taill of how this toved to Tod cridid its Confessioun to Freir Wolf Waitskaith " (o " The Confessioun of the Tod ") continúa la historia del fabill anterior y sigue la aventura fatal y el destino del tod después de perder a su presa. También es la cola en la que el lobo, la figura principal del ciclo (en términos de cantidad de veces destacadas), entra por primera vez como protagonista. También es el segundo en un "mini-ciclo" vinculado de tres taillis en ese poema que sigue el destino de una línea familiar de zorros. La acción principal del fabill gira en torno a los ritos de confesión, penitencia y remisión de pecados. Todas estas eran prácticas habituales en la Escocia de la época de Henryson. 
La historia continúa donde la fábula anterior se quedó, ya que el gallo regresa seguro y feliz a su familia (aún se desconoce qué piensan sus esposas al respecto, aunque se insinúa que están aliviados de que haya sobrevivido), pero el zorro Lawrence, se moría de hambre mientras espera hasta el anochecer antes de su próxima cacería. Cuando oscurece, Lawrence, aunque nunca estuvo en la universidad, había recibido el conocimiento suficiente para prever su propio futuro y el de sus descendientes por la astrología, y después de ver los malos presagios que alinean los planetas con constelaciones no aptas, Lawrence llega a darse cuenta de que a menos que él o uno de sus descendientes pueda arrepentirse y enmendarse a sí mismo o las malas acciones, él y su familia (como el destino de todos los zorros, pero peor en comparación) serán avergonzados para siempre con la "vida maldita de un ladrón", que es se dice que es tan horrible que deja huérfanos a cada nueva generación ya que la última es sentenciada a muerte por un crimen que no cometió. Pensando en sí mismo como una causa perdida, Lawrence el zorro, a la luz del amanecer, ve al fraile Wolf Waitskaith y supone que admitir el pecado en presencia de este hombre supuestamente santo lo ayudaría a liberarse. El fraile Lobo está contento porque el zorro admite mentir, robar, adulterio e incluso exagera al mencionar el asesinato (pocos como pueden ser sus exitosas cacerías y asesinatos). Después de eso, Lawrence el zorro, creyéndose limpio de sus errores, teme volver a hacerlo, ya que es de una familia pobre y está demasiado orgulloso para trabajar o suplicar por sus comidas, pero Fray Wolf sugiere que ayune y no coma nada con carne hasta Pascua, Lawrence recurre a la mendicidad para ser una excepción a la costumbre. El fraile lo concedió, pero sugirió que solo sería pescado del arroyo al menos una o dos veces por semana. Lawrence toma el consejo con gracia, pero luego encuentra que la nueva práctica es difícil ya que no tiene red, caña o bote para pescar adecuadamente, por lo que debe seguir deslizando el agua y perder su captura. En uno de estos viajes de pesca infructuosos, el zorro ve que un cordero gordo se había desviado del rebaño, y empujado por el hambre, no puede resistirse a saltar sobre él. Mientras el cordero sobrevivió al incidente, el pastor atrapó a Lawrence el zorro en el acto de intentar matarlo, y aunque dijo que estaba "solo bromeando" y suplica que nunca lo volvería a hacer, el zorro se encuentra con su fin por un solo golpe despiadado del pastor. (La siguiente historia es el comienzo oficial de la historia de Reynard, ya que enfrenta un juicio por los pecados de su padre. )  

En los días de Henryson, el lobo todavía era una criatura nativa de Escocia.

### Fabill 5
Fabill 5 ( The Trial of the Tod ) es el tercer cuento de Reynard en Morall Fabillis. Schir Lowrence está muerto y su cadáver eliminarse sin ceremonia en un pantano (una maceta de turba) por su bastardo hijo que disfruta la oportunidad de ring and raxe intill his (faitheris) steid.
Las esperanzas del joven tod se verifican con la llegada de la Corte Real del León y la orden de que todos los animales deben aparecer en un tribunal real. Después de tratar de "esconderse en la parte posterior", Lowrence es llamado hacia adelante y enviado, junto con un lobo bastante incompetente, para servir a una yegua que no ha aparecido ante el león. Hay mucha acción brutal en la historia "cómica" posterior. A pesar de los esfuerzos para evitar la justicia, Lowrence finalmente no escapa al juicio en pie y a ser sentenciado por sus crímenes. 

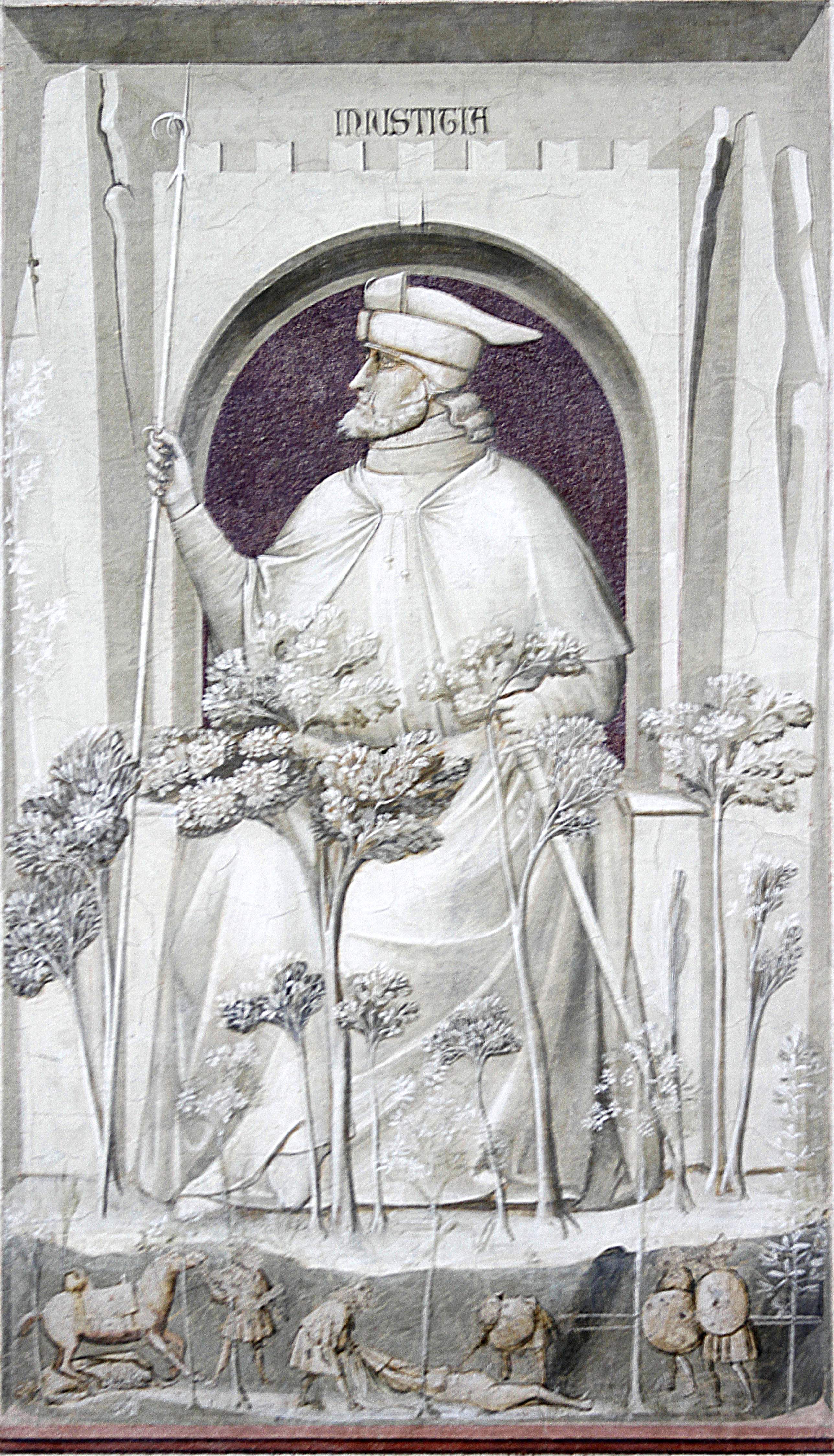
Giotto, injusticia

Con cincuenta estrofas, The Trial of the Tod es el poema más largo del ciclo. 

### Fabill 6
Fabill 6 (La oveja y el perro) es el tercero de los cuentos de Esopo en Morall Fabillis. De los trece poemas en el ciclo, es uno de los más crudamente escritos y la adaptación de su fuente (La oveja y el perro de Esopo) no es nada sencilla. La versión de Henryson retrata la relación entre las dos figuras en términos de un juicio. Se requiere que la oveja se someta a un proceso judicial largo, complejo y poco ético para que el perro pueda obtener una recompensa por el pan "robado". La oveja pierde el estuche, es despojado de su vellón y se deja sin protección a los elementos de invierno. La acción del fabill se traslada a la moralita en la que la oveja cuestiona si la justicia de Dios es detectable en la tierra. 
Aunque el sexto fabill de Henryson no está vinculado al anterior en términos narrativos directos, es notable que ambos involucren un juicio y presenten lo que parecen ser, en la superficie, visiones contrastantes de la justicia humana. 

### Prólogo principal y Fabill 7
Fabill 7 (El león y el ratón) es una expansión directa pero rica del conocido El león y el ratón de Esopo en el que el león que perdona al ratón que ha capturado es, a cambio, rescatado por el ratón después de quedar atrapado. Algunos comentaristas han señalado que la sección que describe el encarcelamiento del león se describe en términos que evocan eventos políticos identificables durante el reinado de Jacobo III de Escocia. 
Como el poema central en el texto aceptado del ciclo general, tiene una serie de características inusuales. En primer lugar, hay un largo prólogo que introduce tanto al narrador como a Esopo como protagonistas directamente en el poema como parte de la acción de encuadre para el fabill. En segundo lugar, la cola es contada directamente por Esopo dentro del sueño del narrador (el narrador se encuentra con Esopo como parte de una visión de sueño). La moralitas también es entregada por Esopo. En tercer lugar, es la única factura en el ciclo que tiene un resultado inequívocamente ideal en el que todas las partes han ganado. 
La súplica que hace el ratón para que el león modere la misericordia con la justicia es larga (10 estrofas) e invoca importantes conceptos civiles, legales y espirituales. 

### Fabill 8
Fabill 8 (La predicación de la golondrina) es ampliamente considerado como uno de los mejores poemas de Henryson. Al igual que Fabill 7, tiene un prólogo que introduce al narrador directamente en el poema, pero esta vez permanece despierto y es testigo de la historia él mismo (también lo informa él mismo) como acción en tiempo real en el mundo. La fuente de la historia que "presencia" es El búho y los pájaros de Esopo, una parábola en la que el más sabio de los pájaros (el búho) aconseja a todos los demás que eliminen o eviten las características del mundo que son mortales para su especie. Henryson cambia al protagonista por una golondrina y el peligro aviar que selecciona es la producción de lino, identificado por su papel en la fabricación de redes de cazadores. 

### Fabill 9
Fabill 9 (The Fox, the Wolf and the Cadger) es el primero del segundo grupo de tres taillis Reynardianos en el poema. Presenta al lobo por primera vez en sus verdaderos colores fabulosos como un depredador despiadado y señorial que exige reverencia. El tod se manifiesta de manera similar como un astuto tramposo que (en contraste con la primera mitad del ciclo) logra completamente burlar a sus víctimas. El negocio también involucra a un personaje humano como protagonista completo. 
Al comienzo de la cola, el lobo recluta a Lowrence a su servicio. El zorro es o pretende ser reacio, pero parece no tener otra opción. Mientras está en servicio, Lowrence siembra de manera oportunista en su amo un deseo por el pez más grande y valioso (el misterioso "nekhering") del carro de un comerciante de pescado que pasa (el pescadero) y usa su "demostración" de cómo puede ser robado como una táctica para burlar tanto al lobo como al hombre. 
La trama de este y el próximo fabill, que tienen muchos paralelos y suenan muchos cambios, exploran la compleja relación entre el lobo, el zorro y un hombre. 

### Fabill 10
Fabill 10 (The Fox, the Wolf and the Husbandman), como la fabill anterior, es la historia de un zorro que pretende servir los mejores intereses de un lobo. Una vez más, involucra completamente a un personaje humano en su acción y esta vez incluso se abre con el hombre como protagonista. 
Esta vez, el interés que el zorro pretende defender es el reclamo del lobo sobre el ganado del marido. El caso se presenta al hombre (que está sorprendido y temeroso por el desarrollo) de repente mientras está en el camino al anochecer y tiene una dificultad considerable para contrarrestar el reclamo del lobo. El tod desempeña el papel de abogado tanto para la defensa como para el enjuiciamiento, tramando que el hombre, en efecto, mantenga a su ganado como soborno. Luego se compra al lobo con un truco similar a Fabill 9, solo que esta vez, el deseo plantado es por un kebbuck inexistente y el lobo termina varado en el fondo de un pozo a la medianoche. 

### Fabill 11
Fabill 11 (The Wolf and the Wether) se abre, como Fabill 10, con un protagonista humano (el pastor), pero su acción principal involucra a una oveja con piel de perro que cree que es capaz de proteger al resto del rebaño del lobo. La historia, en términos de los protagonistas, es una inversión completa de la fábula de Esopo, El lobo con ropa de oveja, aunque el resultado es esencialmente el mismo. Debido a que es la oveja bien intencionada la que se destruye al final del fabill (en lugar del lobo, como sucede en la fuente), la moralitas, que es corta y enfoca toda la condena en la oveja, no parece una feria o cuenta completa de la acción. El mensaje superficial es una advertencia profundamente conservadora para adherirse a la posición de uno en la vida. 

### Fabill 12
Fabill 12 (El lobo y el cordero) también involucra a los personajes del lobo y una oveja, pero esta vez es una expansión más directa de El lobo y el cordero, una de las "historias" más sombrías de Esopo. Como en Fabill 11, el lobo mata implacablemente a su víctima. Esta vez, sin embargo, la respuesta del narrador en la moralitas (10 estrofas, la más larga del ciclo) es, o parece ser, completamente diferente en términos de simpatías y más apasionada por el tema de la injusticia social, política y legal. 

### Fabill 13 y Conclusión
Fabill 13 (El potrero y el ratón) es el poema final de los Morall Fabillis. Cierra el ciclo con una reintroducción de la figura del ratón que también apareció cerca del principio (en Fabill 2) y en el poema central (Fabill 7). Las estrofas finales de la moralitas también actúan como una conclusión del ciclo. 
El fabill es una expansión directa y rica de La rana y el ratón de Esopo .